# A Krypton epizódjainak listája
Ez a lista az Krypton című amerikai filmsorozat epizódjait tartalmazza.

## Évados áttekintés
| Évad | Évad | Részek száma | Részek száma | Eredeti sugárzás  | Eredeti sugárzás    | Eredeti adó | Magyar sugárzás  | Magyar sugárzás      | Magyar adó |
| Évad | Évad | Részek száma | Részek száma | Évadbemutató      | Évadzáró            | Eredeti adó | Évadbemutató     | Évadzáró             | Magyar adó |
| ---- | ---- | ------------ | ------------ | ----------------- | ------------------- | ----------- | ---------------- | -------------------- | ---------- |
|      | 1.   | 10           | 10           | 2018. március 21. | 2018. május 23.     | SyFy        | 2018. június 19. | 2018. augusztus 21.  | HBO        |
|      | 2.   | 10           | 10           | 2019. június 12.  | 2019. augusztus 14. | SyFy        | 2019. július 16. | 2019. szeptember 17. | HBO        |

## Első évad (2018)
| Sor. | Év. | Cím                                    | Rendező                           | Író                                                 | Premier                             | Nézettség   | Gyártási szám |
| ---- | --- | -------------------------------------- | --------------------------------- | --------------------------------------------------- | ----------------------------------- | ----------- | ------------- |
| 1.   | 1.  | Bevezető (Pilot)                       | Ciaran Donnelly and Colm McCarthy | Történet & Tévéjáték: David S. Goyer & Ian Goldberg | 2018. március 21. 2018. június 19.  | 1,32 millió | 101           |
| 2.   | 2.  | Az El-ház (House of El)                | Ciaran Donnelly                   | Cameron Welsh                                       | 2018. március 28. 2018. június 26.  | 1,07 millió | 102           |
| 3.   | 3.  | Az offenzíva (The Rankless Initiative) | Steve Shill                       | Nadria Tucker                                       | 2018. április 4. 2018. július 3.    | 0,95 millió | 103           |
| 4.   | 4.  | Rao igéje (The Word of Rao)            | Keith Boak                        | Luke Kalteux                                        | 2018. április 11. 2018. július 10.  | 0,87 millió | 104           |
| 5.   | 5.  | A Zod-ház (House of Zod)               | Julius Ramsay                     | Lina Patel                                          | 2018. április 18. 2018. július 17.  | 0,72 millió | 105           |
| 6.   | 6.  | Polgárháborúk (Civil Wars)             | Kate Dennis                       | Doris Egan                                          | 2018. április 25. 2018. július 24.  | 0,60 millió | 106           |
| 7.   | 7.  | Átalakulás (Transformation)            | Metin Hüseyin                     | David Paul Francis                                  | 2018. május 2. 2018. július 31.     | 0,63 millió | 107           |
| 8.   | 8.  | Kegyetlen éjjel (Savage Night)         | Marc Roskin                       | David Kob                                           | 2018. május 9. 2018. augusztus 7.   | 0,53 millió | 108           |
| 9.   | 9.  | Remény (Hope)                          | Lukas Ettlin                      | Chad Fiveash & James Stoteraux                      | 2018. május 16. 2018. augusztus 14. | 0,61 millió | 109           |
| 10.  | 10. | A Fantom Zóna (The Phantom Zone)       | Ciaran Donnelly                   | Chad Fiveash, James Stoteraux & Cameron Welsh       | 2018. május 23. 2018. augusztus 21. | 0,56 millió | 110           |

## Második évad (2019)
| Sor. | Év. | Cím                                           | Rendező       | Író                                                             | Premier                                  | Nézettség   | Gyártási szám |
| ---- | --- | --------------------------------------------- | ------------- | --------------------------------------------------------------- | ---------------------------------------- | ----------- | ------------- |
| 11.  | 1.  | Könnyű évek otthonról (Light-Years From Home) | Marc Roskin   | David S. Goyer & Cameron Welsh                                  | 2019. június 12. 2019. július 16.        | 0,48 millió | 201           |
| 12.  | 2.  | Szellem a tűzben (Ghost In The Fire)          | Marc Roskin   | Kiersten Van Horne                                              | 2019. június 19. 2019. július 23.        | 0,43 millió | 202           |
| 13.  | 3.  | Hatalom (Will To Power)                       | Julius Ramsay | Lina Patel                                                      | 2019. június 26. 2019. július 30.        | 0,49 millió | 203           |
| 14.  | 4.  | Veszélyes közelség (Danger Close)             | Julius Ramsay | Luke Kalteux                                                    | 2019. július 3. 2019. augusztus 6.       | 0,45 millió | 204           |
| 15.  | 5.  | Jobb volt tegnap (A Better Yesterday)         | Metin Hüseyin | David Kob                                                       | 2019. július 10. 2019. augusztus 13.     | 0,38 millió | 205           |
| 16.  | 6.  | Bízunk Zod-ban (In Zod We Trust)              | Metin Hüseyin | Nadria Tucker                                                   | 2019. július 17. 2019. augusztus 20.     | 0,37 millió | 206           |
| 17.  | 7.  | Szörnyek (Zods and Monsters)                  | Erica Watson  | Joel Anderson Thompson                                          | 2019. július 24. 2019. augusztus 27.     | 0,46 millió | 207           |
| 18.  | 8.  | Kegyelem (Mercy)                              | Clare Kilner  | Katie Aldrin                                                    | 2019. július 31. 2019. szeptember 3.     | 0,38 millió | 208           |
| 19.  | 9.  | Vérhold (Blood Moon)                          | Cameron Welsh | David Paul Francis                                              | 2019. augusztus 7. 2019. szeptember 10.  | 0,29 millió | 209           |
| 20.  | 10. | Az Alfa és az Omega (The Alpha and the Omega) | Ruba Nadda    | Történet: Cameron Welsh Tévéjáték: Luke Kalteux & Cameron Welsh | 2019. augusztus 14. 2019. szeptember 17. | 0,35 millió | 210           |